# Willem Swidde
Willem Swidde (även Wilhelm Swidde), född 1660 eller 1661 troligen i Amsterdam, död 8 juni 1697 i Stockholm, var en nederländsk tecknare och kopparstickare.
Han var son till bagaren Willem Swidde och från 1687 gift med Helena Smidt. Under sin tid som kopparstickare i Amsterdam kom han i kontakt med David Klöcker Ehrenstrahl som rekommenderade honom till Eric Dahlbergh då denne sökte en efterträdare till den avlidne kopparstickaren Herman Padtbrugge för att gravera bilder till verket Suecia. I juni 1687 satte sig Dahlbergh i förbindelse med Swidde och från januari följande år var han i svensk tjänst med en årlig lön om 300 riksdaler plus särskild ersättning för vart utfört arbete. Han kom att stanna i Sverige bortsett från ett besök till Amsterdam 1692. Hans uppgift enligt det upprättade kontraktet 1690 var att gravera och fullborda Dahlberghs skisser, normalisera perspektivet i dessa, lägga till vapen och iakttaga att männen var klädda på svenskt sätt medan kvinnorna skulle följa franskt mode. Från 1690 graverade han 84 svenska utsikter och monument för Sueciaverket samt en serie om 10 stycken provinsvapen och tolv initialer avsedda för textpartiet som dock inte kom till användning samt en karta och ett antal vinjetter och dekorativa element. Innan han påbörjade sitt arbete med Suecia utförde han en rad bildillustrationsuppdrag och han var 1688–1689 sysselsatt med 20 gravyrer med historiska scener och bataljframställningar till Samuel von Pufendorfs De rebus a Carolo Gustavo gestis som utgavs i  Nürnberg 1696. För Sophia Elisabet Brenner utförde han ett antal vinjetter till Qwinnokönets oskrymtade tårar fälte öfwer.. Fru Maria Hiärne. För hennes make Elias Brenner gjorde han kopparstick över medaljer för Thesaurus nummorum Sueo-Gothicorum 1691. Under sin korta verksamhetstid i Sverige kom Swidde att bli landets ledande grafiker och framställde i vårdad barockmässig stil sina skiftande motiv. Sticken för Suecia utmärktes i allmänhet av den trovärdiga helhetssynen med en hög detaljskärpa men med ett perspektiv som gav byggnadsverken en framträdande överdimensionering i förhållande till staffagefigurerna. Bland hans bättre Suecia bilder räknas Karlbergs slott, Södra stadshuset (Stockholm), Stockholmsvyerna i Suecia antiqua et hodierna, Ragwalds grav i Vreta klosters kyrka samt fasadvyerna över Drottningholms slott. Flera nytryck med valda kopparstick ur Swiddes produktion har utgavs under åren i olika publikationer, varav några är nytryck från bevarade plåtar på Nationalmuseum. Swiddes tidiga arbeten som publiceras i Nederländerna var en uppsättning av landskapsetsningar baserade på förlagor av den nederländske landskapsmålaren Dirk Dalens. Några år senare etablerade han ett gott rykte som yrkesman i samband uppsättning av stora, marina etsningar baserade på hans egna teckningar. Willem Swidde fick också i uppdrag att bidra med etsningar till illustrerade böcker, främst inom områdena landskap och bibliska motiv. Swidde är representerad vid Nationalmuseum och Rijksmuseum i Amsterdam.

## Exempel
| Stockholm enligt tryck år 1693. Panorama från öst (till vänster) och från väst. |  | Stockholm enligt tryck år 1693. Panorama från öst (till vänster) och från väst. |
| Stockholm enligt tryck år 1693. Panorama från öst (till vänster) och från väst. |  |                                                                                 |

| Drottningholms slott enligt tryck år 1692.Fasad mot väst med och barockträdgården (till vänster) och fasad mot öst med hamnanläggningen.  |  | Drottningholms slott enligt tryck år 1692.Fasad mot väst med och barockträdgården (till vänster) och fasad mot öst med hamnanläggningen. |
| Drottningholms slott enligt tryck år 1692. Fasad mot väst med och barockträdgården (till vänster) och fasad mot öst med hamnanläggningen. |  | |